# ルームシェアの女
『ルームシェアの女』（ルームシェアのおんな）は、NHK総合テレビの「よるドラシリーズ」（月曜日～木曜日、23:00～23:15）枠で2005年1月10日から2月17日に放送されたテレビドラマ。（全6週間・24回。第2週の1月17日は阪神・淡路大震災10周年記念特集のため休止。同20日を2本立てとした）
お笑いコンビ・オセロの中島知子がドラマ初主演の作品である。

## あらすじ
バツイチの管理栄養士・宇佐美うさ子（中島知子）と妻に出て行かれたイラストレーター・杉田修平（佐々木蔵之介）が、ルームシェアを通じてパートナーになるまでを描く。
「ルームシェア」とは、見ず知らずの他人同士が部屋を分け合って（シェアして）ひとつ屋根の下で暮らすという意味。
うさ子は、一人息子の太郎と二人暮らしの生活を送るバツイチの母。第二の人生を自立して生きようと、太郎を長野県の実家に預けて単身上京する。しかし、住居探しに一苦労。そんな中、うさ子は修平という男性から同居相手を探していることを知る。見ず知らずの男性だけあって、うさ子の母、宇佐美早苗（大空真弓）は心配する。修平はうさ子ともう一人の女性合わせて3人での同居を意図していたが、女性が急に同居をキャンセルしたため、うさ子は修平と二人での「ルームシェア」を決めることになる。

## キャスト
- 宇佐美うさ子（中島知子）
- 杉田修平（佐々木蔵之介）
- 杉田美咲（市川実和子）
- 沢井伸子（汐風幸）
- 早見（宍戸開）
- 三田村さん（不破万作）
- 田代さん（橘ユキコ）
- 小林加奈子（田中律子）
- 坂本哲也（津田寛治）
- 宇佐美早苗（大空眞弓）
- 宇佐美瞳（松本麻希）
- 榎戸源三郎（藤村俊二）ほか

## スタッフ
- 脚本 - 中園健司
- 制作統括 - 若泉久朗
- 演出 - 笠浦友愛
- 音楽 - ゲイリー芦屋